# Lịch trình

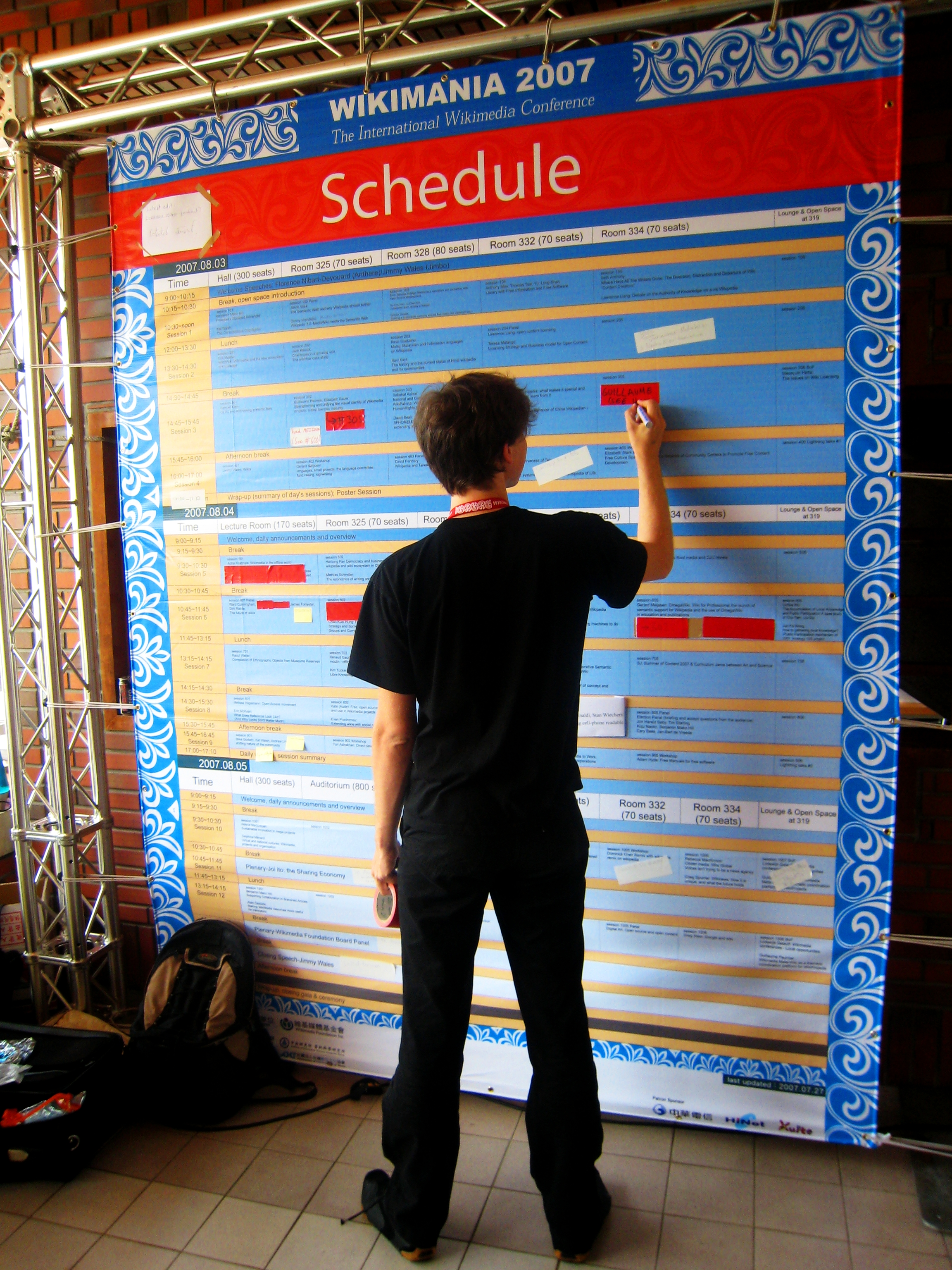
Một tình nguyện viên điều chỉnh bảng lịch trình tại Wikimania 2007. Hội đồng quản trị cho biết thời gian và địa điểm mà tại đó các sự kiện sẽ diễn ra, do đó giúp người tham gia quyết định sự kiện nào họ có thể tham dự.

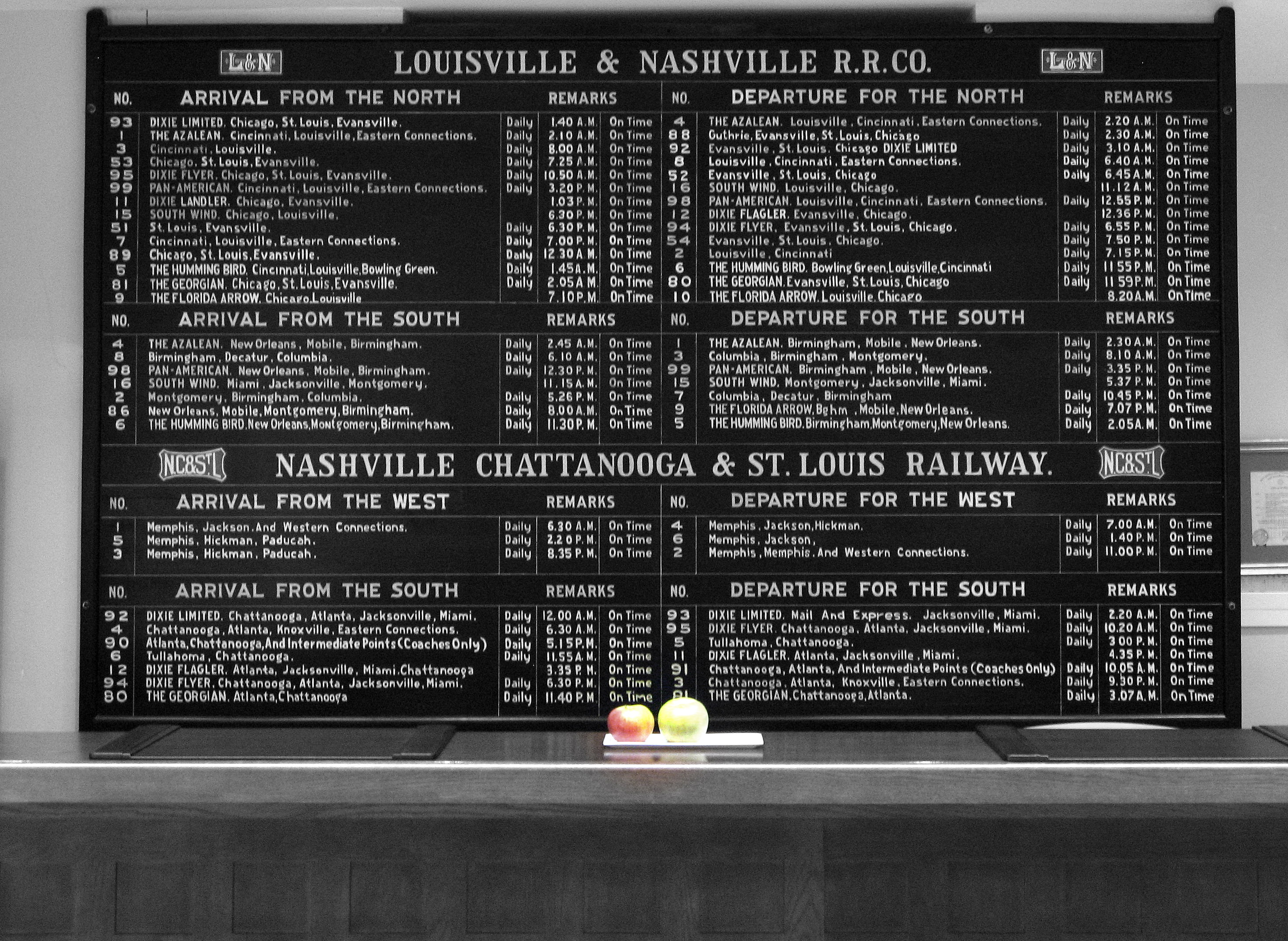
Một lịch trình xe lửa thông báo cho khách du lịch của các chuyến tàu đi đến các địa điểm khác nhau và cho biết thời gian khởi hành.

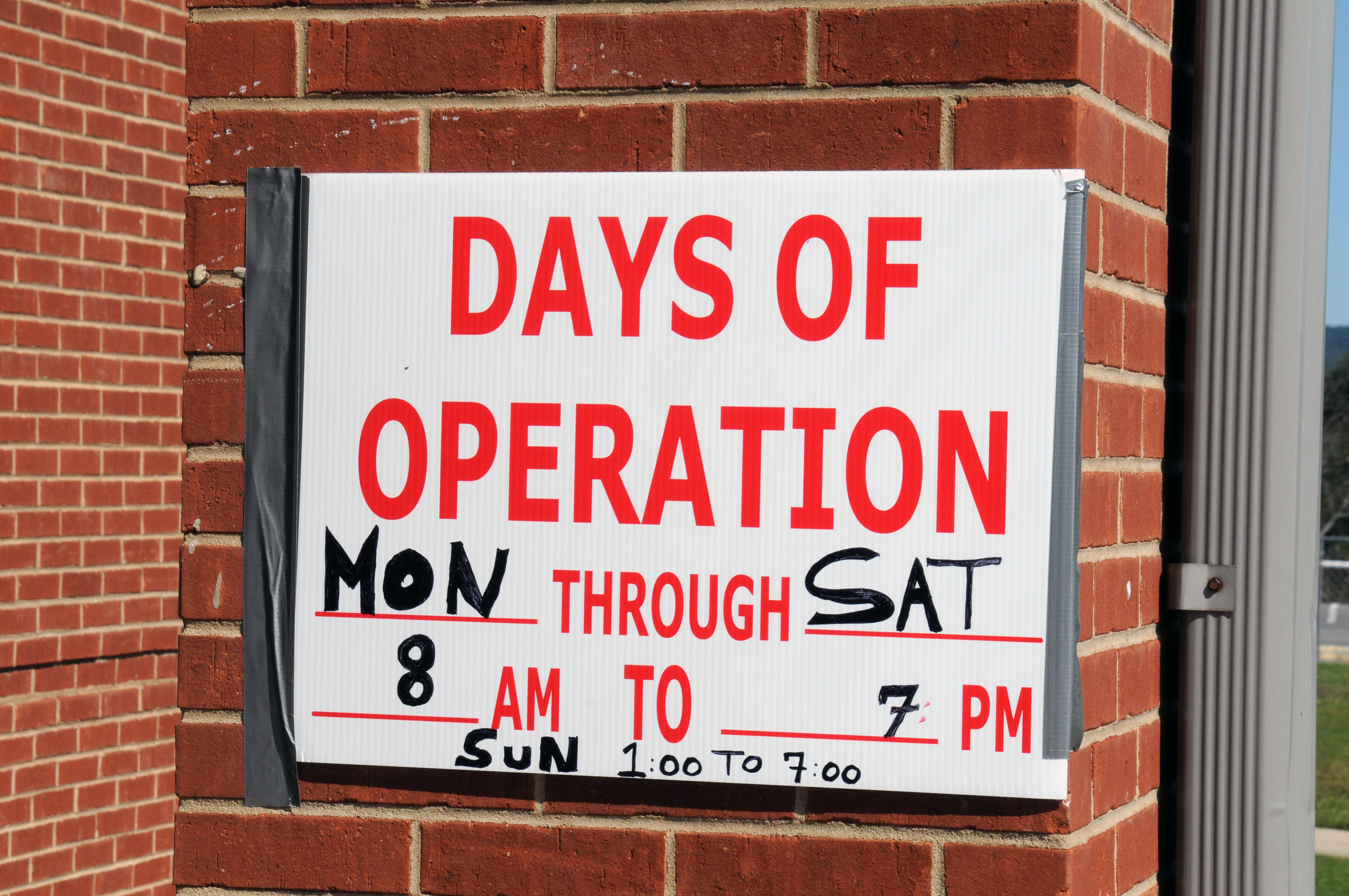
Giờ hoạt động được đăng tại văn phòng FEMA sau một thảm họa thông báo cho công chúng biết khi nào nhân viên FEMA sẽ sẵn sàng hỗ trợ họ.

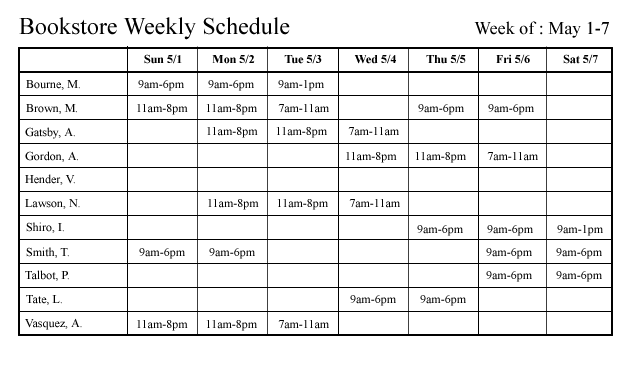
Một lịch làm việc hàng tuần cho biết nhân viên của một doanh nghiệp sẽ làm việc vào thời điểm nào, để đảm bảo phân phối hiệu quả nguồn lao động.

Lịch trình hay thời gian biểu là một công cụ quản lý thời gian cơ bản, bao gồm một danh sách các thời điểm mà các nhiệm vụ, sự kiện hoặc hành động hay một chuỗi sự kiện theo thứ tự thời gian dự định sẽ xẩy ra. Quá trình lên lịch trình - quyết định cách cách giao nhiệm vụ và cách giao tài nguyên giữa nhiều nhiệm vụ cụ thể - được gọi là lập lịch trình, và một người chịu trách nhiệm lập lịch trình làm việc cụ thể có thể được gọi là người lên lịch trình. Lập lịch trình làm việc để làm theo là một hoạt động cổ xưa của con người.
 "Loại hình lập kế hoạch" này cũng được kết hợp với việc học "kỹ năng sống".
Lịch trình là cần thiết hoặc ít nhất là hữu ích trong các tình huống mà cá nhân cần biết thời gian họ phải ở một địa điểm cụ thể để nhận một dịch vụ cụ thể và nơi mọi người cần hoàn thành một nhóm mục tiêu trong một khoảng thời gian nhất định.
Lịch trình có thể sử dụng một cách hữu ích cả trong  giai đoạn ngắn, chẳng hạn như lịch trình hàng ngày hoặc hàng tuần và dài hạn liên quan đến thời gian vài tháng hoặc nhiều năm. Họ thường được thực hiện bằng cách sử dụng lịch, nơi người thực hiện lịch trình có thể lưu ý những ngày tháng và thời gian mà tại đó các sự kiện khác nhau được lên kế hoạch để xảy ra. Lịch biểu không đặt ra thời gian cụ thể cho các sự kiện xảy ra thay vào đó có thể liệt kê thuật toán theo thứ tự mong đợi trong đó các sự kiện có thể hoặc phải diễn ra.
Trong một số trường hợp, lịch trình có thể không chắc chắn, chẳng hạn như nơi mà hành vi thường ngày dựa trên các yếu tố môi trường ngoài tầm kiểm soát của con người. Những người đang đi nghỉ mát hoặc tìm cách giảm bớt căng thẳng và đạt được sự thư giãn có thể cố ý tránh việc lên một lịch trình với khoảng thời gian cố định.

## Các loại lịch trình

### Lịch trình công khai
Một số loại lịch trình phản ánh thông tin thường được cung cấp cho công chúng, để các thành viên trong cộng đồng có thể lên kế hoạch cho các hoạt động nhất định xung quanh họ. Chúng có thể bao gồm những thứ như:
- Giờ hoạt động của các doanh nghiệp, địa điểm du lịch và văn phòng chính phủ, cho phép người sử dụng các dịch vụ này biết khi nào họ có thể nhận được chúng.
- Lịch trình vận tải, chẳng hạn như lịch trình của các hãng hàng không, tàu, lịch trình xe buýt và lịch trình giao thông công cộng khác nhau được công bố để cho phép hành khách lên kế hoạch cho các chuyến đi của họ. Từ quan điểm của tổ chức chịu trách nhiệm vận tải, lịch trình phải cung cấp khả năng trì hoãn tiến độ (delay), một thuật ngữ trong mô hình vận chuyển đề cập đến sự khác biệt giữa thời gian đến hoặc đi mong muốn và thời gian thực tế. "Chậm trễ" hay delay cũng có thể ám chỉ sự khác biệt ở hướng đầu hoặc cuối.
- Trong chương trình phát sóng, lập kế hoạch phút của nội dung của kênh phát thanh hoặc truyền hình, kết quả của hoạt động đó là tạo danh sách các chương trình được phát sóng vào những thời điểm thông thường hoặc vào những thời điểm cụ thể để khán giả tiềm năng cho chương trình sẽ biết khi nào có thể xem được.
- Các buổi hòa nhạc và sự kiện thể thao thường được lên lịch để người hâm mộ có thể lên kế hoạch mua vé và tham dự.

### Lịch trình nội bộ
Một lịch trình nội bộ là một lịch trình mà chỉ quan trọng đối với những người phải trực tiếp tuân theo nó. Nó đã được lưu ý rằng "nhóm thường bắt đầu với một lịch trình áp đặt từ bên ngoài, nhưng các nhóm hiệu quả cũng phát triển một lịch trình nội bộ đặt mục tiêu cho việc hoàn thành các nhiệm vụ vi mô". Không giống như lịch trình cho các sự kiện công cộng hoặc các tiện ích công cộng, không cần phải mất thời gian và công sức để công khai lịch trình nội bộ. Ngược lại, một lịch trình nội bộ có thể được giữ bí mật như một vấn đề an ninh hoặc đắn đo.
Ví dụ về lịch biểu nội bộ là lịch làm việc, trong đó liệt kê giờ làm việc của nhân viên cụ thể ở nơi làm việc, đảm bảo bố trí  nhân viên đủ mọi lúc trong khi trong một số trường hợp tránh dư thừa lao động. Lịch làm việc cho một doanh nghiệp mở cửa cho công chúng phải tương ứng với giờ hoạt động của doanh nghiệp, để nhân viên có mặt vào những thời điểm khách hàng có thể sử dụng dịch vụ của doanh nghiệp. Một phương pháp phổ biến để lên lịch cho nhân viên để đảm bảo sự sẵn có của các nguồn lực thích hợp là biểu đồ Gantt. Một ví dụ khác về lịch trình nội bộ là lịch học của một học sinh, cho biết ngày và giờ của lớp học sẽ được tổ chức như thế nào.

#### Lập kế hoạch quản lý dự án
Một lịch trình cũng có thể liên quan đến việc hoàn thành một dự án mà công chúng không có sự tương tác nào trước khi hoàn thành. Trong quản lý dự án, một lịch trình chính thức thường sẽ được tạo ra như một bước khởi đầu trong việc thực hiện một dự án cụ thể, chẳng hạn như xây dựng một tòa nhà, phát triển một sản phẩm, hoặc khởi động một chương trình. Thiết lập lịch trình quản lý dự án liên quan đến việc liệt kê các mốc, hoạt động và phân phối với ngày bắt đầu và ngày kết thúc dự tính trước, trong đó lịch trình của nhân viên có thể là một yếu tố. Một lịch trình quá trình sản xuất được sử dụng cho việc lập kế hoạch sản xuất hoặc vận hành, trong khi lịch trình nguồn lực hỗ trợ trong kế hoạch hậu cần để chia sẻ tài nguyên giữa các thực thể.
Trong những trường hợp như vậy, một lịch trình "thu được bằng cách ước lượng thời gian của từng công việc và ghi nhận bất kỳ sự phụ thuộc nào giữa các nhiệm vụ đó". Thay vào đó, các phần phụ thuộc là các nhiệm vụ phải được hoàn thành để thực hiện các nhiệm vụ khác, chẳng hạn như thuê xe tải trước khi nạp vật liệu lên xe tải (vì không có gì có thể nạp cho đến khi xe tải có sẵn để tải). Do đó, việc lên lịch các dự án đòi hỏi phải xác định tất cả các nhiệm vụ cần thiết để hoàn thành dự án và thời gian sớm nhất mà mỗi công việc có thể được hoàn thành. Trong việc lập lịch trình, một lượng thời gian nhất định thường được đặt sang một bên như là dự phòng chống lại những ngày không lường trước được. Lần này được gọi là phương sai lịch trình, hay phao (float), và là một khái niệm cốt lõi trong phương pháp đường găng.

#### Trong điện toán
Lập lịch trình quan trọng như là một quy trình nội bộ trong khoa học máy tính, trong đó lịch trình là danh sách các hành động từ một chuỗi các giao dịch trong cơ sở dữ liệu, và lập lịch trình là cách các quy trình khác nhau được gán trong việc xử lý đa nhiệm trong máy tính và thiết kế hệ điều hành đa xử lý. Loại lịch trình này được tích hợp vào chương trình máy tính và người dùng có thể hoàn toàn không biết nhiệm vụ nào đang được thực hiện và khi nào. Các hoạt động lập lịch và các vấn đề trong tính toán có thể bao gồm:
- Hoạt động của bộ lập lịch trình mạng hoặc bộ lập lịch gói, một chương trình trọng tài quản lý sự chuyển động của một số thông tin nhất định trong máy tính.
- Lập kế hoạch mở cửa hàng,Lập lịch công việc, Lập lịch trình cửa hàng, Vấn đề tối ưu hóa trong khoa học máy tính.
- Lập lịch trình I / O, thứ tự trong đó các yêu cầu I / O được gửi tới một thiết bị khối trong các hệ điều hành.
- Trình lên lịch công việc, một ứng dụng phần mềm doanh nghiệp chịu trách nhiệm thực hiện nền không giám sát.

#### Trong truyền thông không dây
Mạng không dây phải có kiến trúc dịch vụ linh hoạt để tích hợp các loại dịch vụ khác nhau trên một chế độ truy cập đơn lẻ vì các thiết bị đầu cuối có các yêu cầu dịch vụ khác nhau. Ngoài kiến trúc dịch vụ linh hoạt, cần có các lược đồ quản lý chất lượng dịch vụ (QoS) hiệu quả. Do đó, tài nguyên không dây cần phải được chia sẻ giữa tất cả các thiết bị đầu cuối một cách cẩn thận và mong muốn lên lịch sử dụng tài nguyên không dây hiệu quả nhất có thể, đồng thời tối đa hóa hiệu suất mạng tổng thể.

#### Trong vận trù học
Việc lên lịch trình các nguồn lực, thường chịu sự ràng buộc, là chủ đề của một số vấn đề nằm trong lĩnh vực nghiên cứu được gọi là vận trù học, thường là tìm ra một giải pháp tối ưu hoặc phương pháp để giải quyết.
Ví dụ, vấn đề lập kế hoạch y tá có liên quan đến việc lên kế hoạch cho một số nhân viên với những hạn chế điển hình như luân chuyển ca, giới hạn làm thêm giờ, v.v. Vấn đề người bán hàng đi du lịch liên quan đến việc lên kế hoạch cho một loạt các hành trình để giảm thiểu thời gian hoặc khoảng cách. Một số vấn đề này có thể được giải quyết một cách hiệu quả  bằng quy hoạch tuyến tính, nhưng nhiều vấn đề lập kế hoạch yêu cầu các biến số nguyên. Mặc dù các thuật toán hiệu quả tồn tại để đưa ra các giải pháp số nguyên trong một số tình huống (xem các mô hình luồng mạng), hầu hết các vấn đề đòi hỏi các giải pháp số nguyên chưa thể được giải quyết một cách hiệu quả.

#### Trong kế hoạch vận tải
Một trong những lĩnh vực lập kế hoạch có thể rất hữu ích là Lập kế hoạch vận tải. Ví dụ, tiếp tục xây dựng đường cao tốc trong đầu; các thành phần quan trọng của đề xuất cải tiến giao thông bao gồm (a) đánh giá toàn diện phạm vi công việc cần hoàn thành, (b) ước tính chi phí chính xác hợp lý để hoàn thành nhiệm vụ và (c) tiến độ dự án khả thi. Nếu bất kỳ yếu tố nào trong số này không được xác định chính xác thì có khả năng xảy ra những khó khăn bất ngờ. Phạm vi và/hoặc lập kế hoạch kém có thể dẫn đến các vấn đề ngân sách nghiêm trọng, trì hoãn và hủy các cải thiện giao thông và đôi khi thậm chí dẫn đến hiệu ứng domino có thể ảnh hưởng tiêu cực đến toàn bộ quy hoạch giao thông của khu vực.